# 錢承德
錢承德（1448年—？），字世恒，南直隸蘇州府常熟縣人，民籍，明朝政治人物。進士出身。

## 生平
早年出身國子生，成化七年（1471年）辛卯科應天府鄉試第七十八名。成化十一年（1475年）乙未科會試第二百四十三名，殿試登進士第三甲第八十七名。知阜平縣。十七年八月擢廣東道试御史，十八年九月实授。二十一年十一月朝賀失儀，被廷杖，降調四川犍为知縣。歷升湖廣蕲州、直隶冀州知州，弘治九年（1496年）五月升山東按察司佥事，管理北直隶屯田，十四年九月升副使，整飭薊州兵備。十七年十一月因楊天祥一案降調二级，贬雲南新興州知州。

## 家族
曾祖錢中得。祖父錢汝周，義官。父錢允言，承事郎。嫡母葉氏、連氏；生母查氏。具庆下。弟承芳、承恩。娶桑氏。